# 티엔무 사원
티엔무 사원(베트남어: Chùa Thiên Mụ, 天姥寺)은 베트남 후에시에 위치한 유서깊은 사원이다. 그 상징적인 7층 탑은 도시의 비공식적인 상징으로 여겨지며, 사원은 종종 후에에 대한 민속요와 월남문학의 대상이 되었다.
탑은 후에시 흐엉롱구의 하크 언덕에 자리 잡고 있다. 응우옌 왕조가 건설한 후에 황성에서 약 3 km 떨어진 곳에 있으며 흐엉강 북안에 있다.

## 역사
1601년에 최초의 광남국 양식으로 지어졌으며, 당시의 투안호아의 호족이었던 응우옌 호앙이 세웠다. 응우옌 가문은 당시 하노이를 통치하던 후 레 왕조의 관리였지만, 사실상의 베트남 중부의 독립적인 통치자나 마찬가지였다. 왕실연대기에 따르면, 호앙은 인근 지역을 여행하다가 빨간색과 파란색 옷을 입고 그곳에 앉아서 뺨을 문지르고 있는 천모(天姥)로 알려진 노파로부터 그곳의 전설을 들었다. 그녀는 예언하기를 한 영주가 와서 그 나라의 번영을 기원하기 위해 언덕에 탑을 세울 것이라고 하였다. 그렇게 예언을 남긴 직후 그녀는 홀연히 사라졌다. 이 소식을 듣고 호앙은 이곳에 절을 지으라고 명령했고, 이것이 ‘천모사’가 세워진 배경이었다.
원래의 사원은 간단하게 지어졌고, 나중에 확장되고 정비되었다. 1665년에 꽝남국의 응우옌푹탄(阮福瀕)이 주요 건축을 착수했다.
1695년 조동종의 티치다이산(釋大汕) 선사가 중국에서 도착했다. 그는 광남국의 객승으로 초빙되어 법회를 열고 불교를 발전시켰다. 그는 청나라의 유명한 불교 학승이었고, 실력자였던 응우옌 푹추(阮福淍)의 후원을 받아 천모사의 주지로 임명되었다. 1696년의 7개월째, 그는 중국으로 돌아갔고, 추에게 보살 서원을 남겼다.
1710년 추(阮福淍)는 3,285 kg의 거대한 종의 주조에 자금을 지원했으며 베트남에서 가장 중요한 문화 유물 중 하나로 여겨졌다. 종소리는 10 km 떨어진 거리에서도 들을 수 있었으며, 1840년대에 통치한 응우옌 왕조의 티에우찌 황제를 포함하여 많은 시가와 노래의 주제가 되었다.
1714년에 추는 사원 역사상 가장 큰 확장 단계인 주요 개사와 건설 공사를 감독했다. 대웅전 건물 이외에도 3중의 주요 문이 세워졌다.

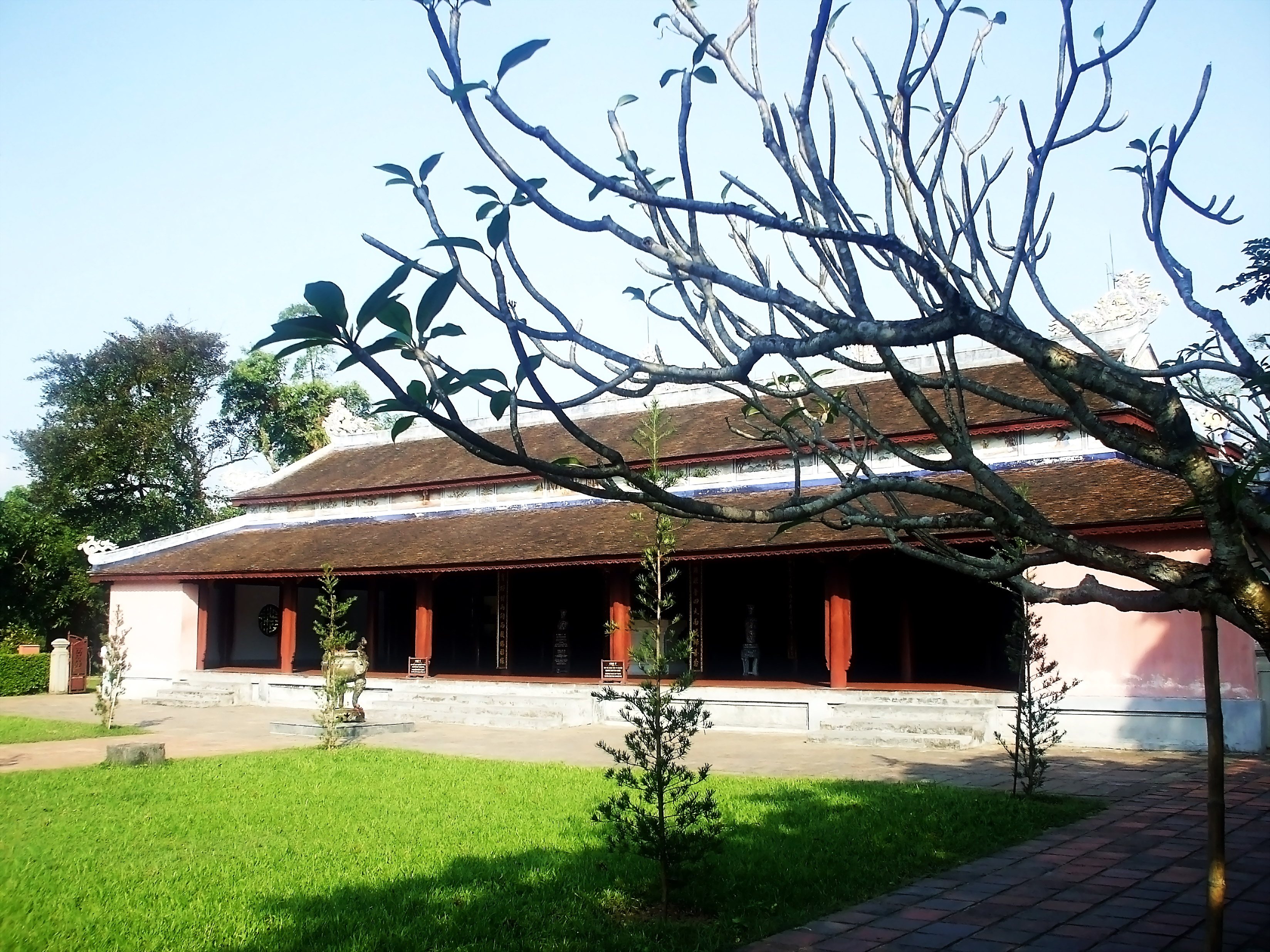
대웅전
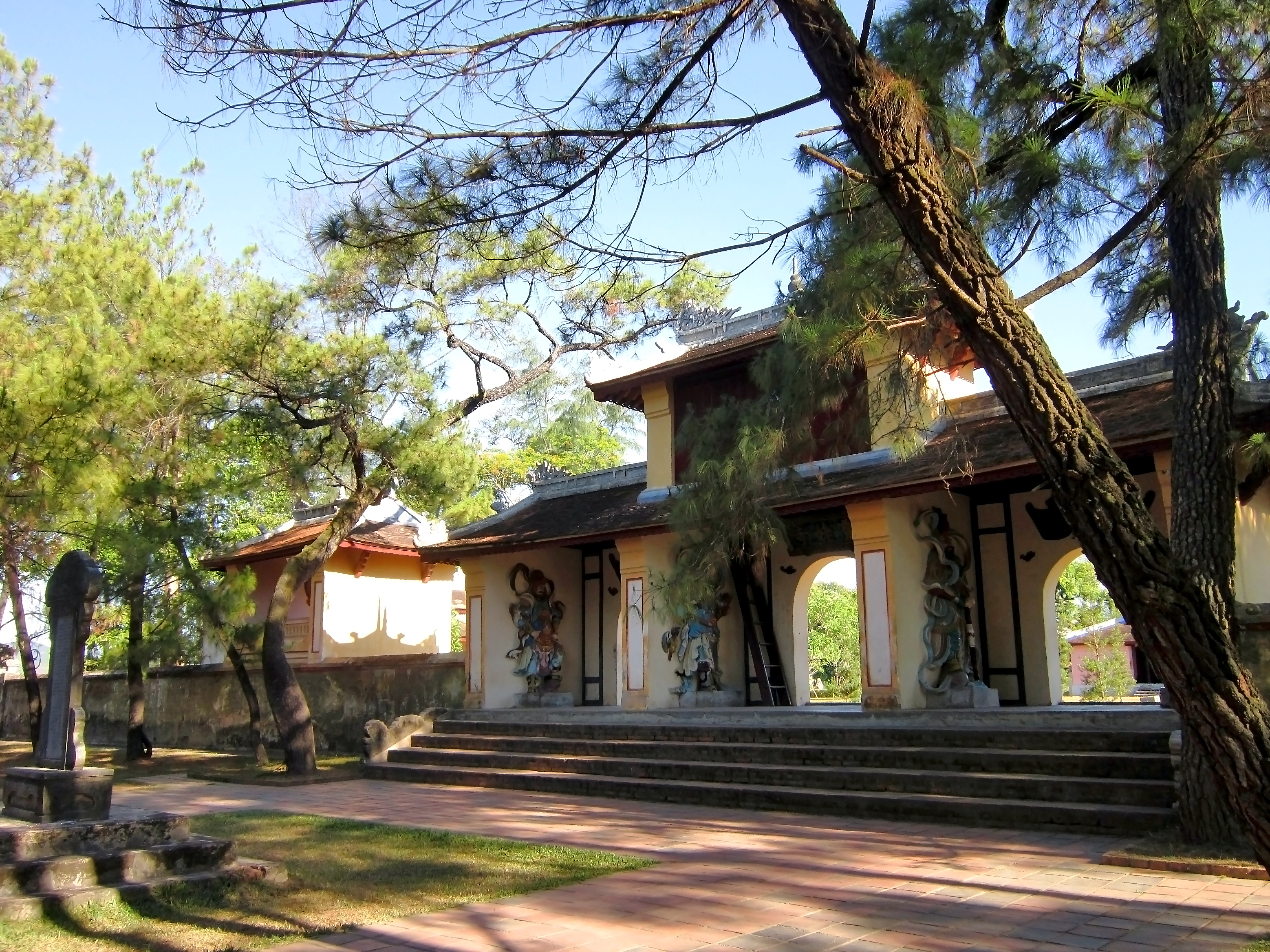
탐무 탑
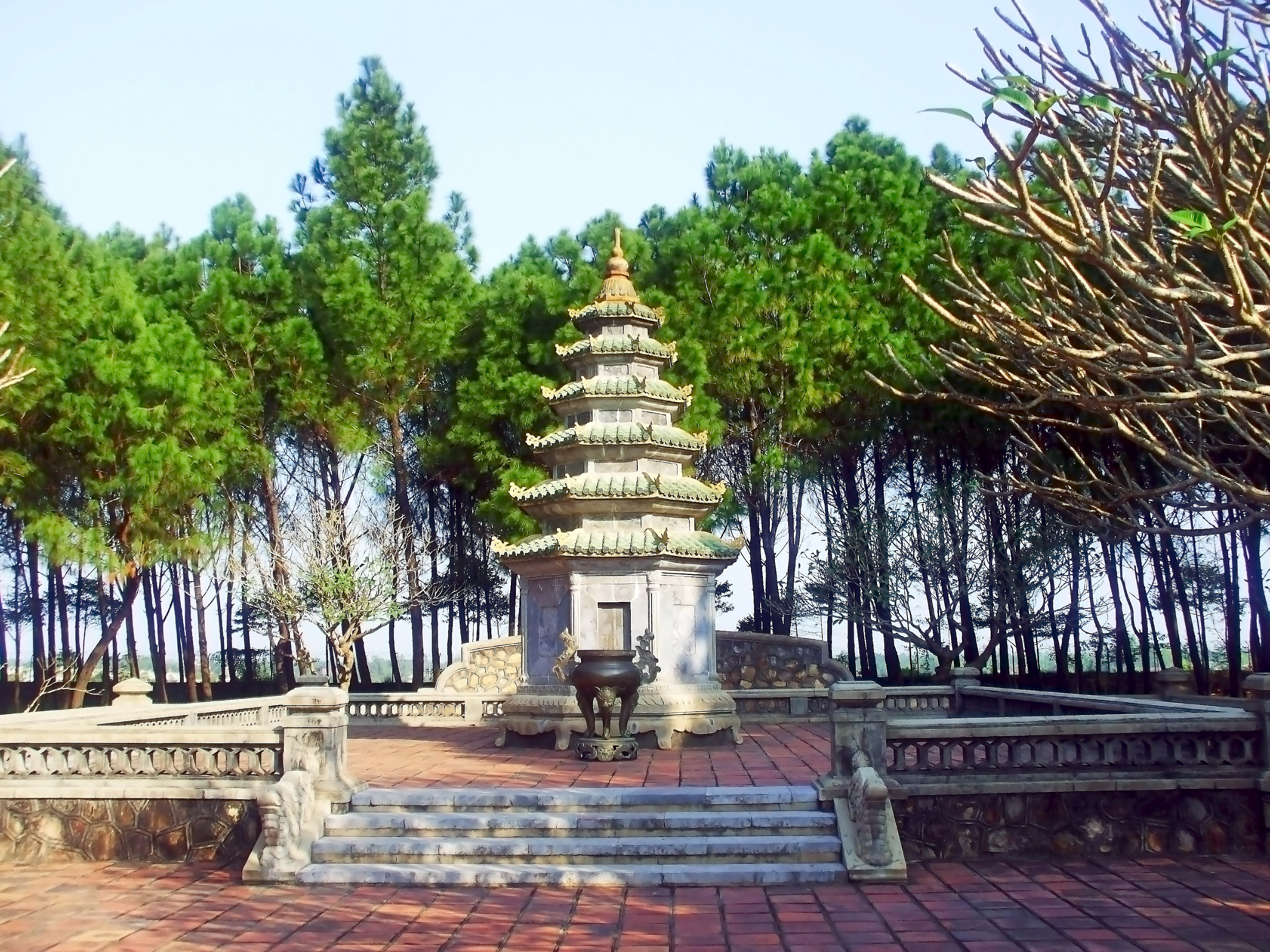
틱동하우 스님(1896~1992)의 사리탑
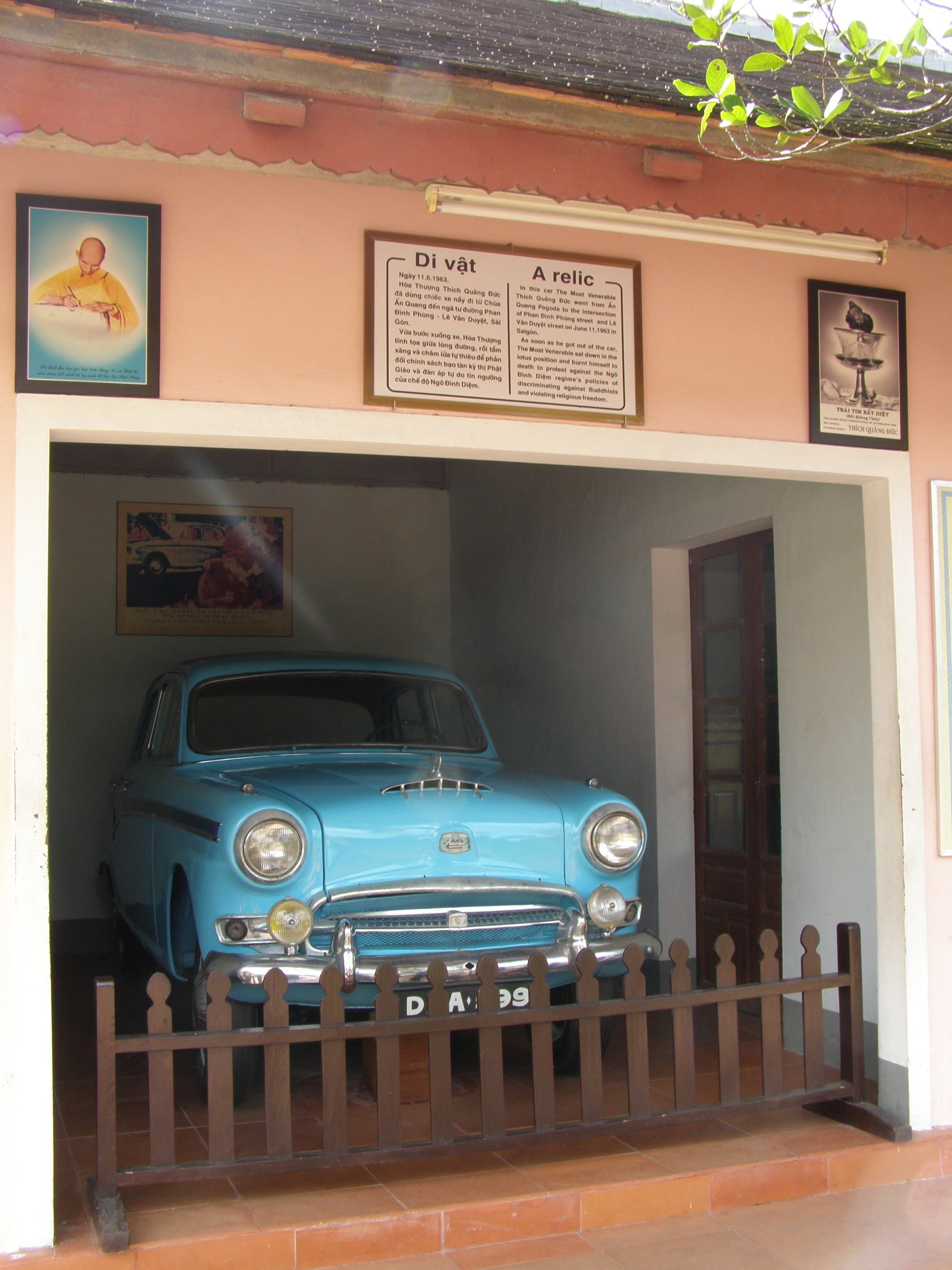
틱꽝득 승려가 소신공양 하기 위해 타고 갔던 오스틴사의 차량(1956년식 A95 Saloon)